# Шилич, Роберт
Роберт «Рора» Шилич (хорв. Robert "Rora" Šilić; 13 сентября 1967, Кониц — 13 ноября 1991, Вуковар) — участник войны в Хорватии, командир Вуковарской роты Хорватского совета обороны, участвовавшей в обороне Вуковара.

## Биография
Родился 13 сентября 1967 в городе Коньиц (ныне Босния и Герцеговина). Его деды по обеим линиям родителей служили в Хорватском домобранстве и были убиты во время Блайбургской бойни. До войны активно занимался спортом.
В хорватском движении за независимость Шилич состоял с самого начала его образования. Прошёл обучение в лагере Хорватских оборонительных сил в Босилево, в Загребе в составе ХОС участвовал в захвате казарм ЮНА «Боронгай» и «Маршалка». Во время захвата казармы «Маршалка» его отряд в составе самого Шилича, Ивана Брдара и ещё одного бойца ХОС вынужден был скрываться на 11-м этаже небоскрёба, пытаясь оттуда обстрелять из РПГ и ПТРК здание казарм и разрушить засевший внутри танк. После серии обстрелов в городе все части ЮНА были подняты по тревоге. Тем не менее, Шилич заявил, что поскольку он состоит в военизированном формировании, он разрушит «Маршалку» чего бы то ни стало. Перед захватом казармы «Боронгай» он призвал солдат ЮНА сдаться в плен, угрожая взорвать и разрушить до основания здание.
Шилич был экспертом по взрывчатым веществам и обучал солдат тактике боя против бронетанковых войск, рассказывая правила установки заграждений и мин. Часто он проводил инструктаж в Богдановцах, где нёс службу со своими подчинёнными и руководил обороной. По свидетельствам Дамира «Маркуша» Кутины, некоторые вещи Шилич объяснял так, как будто бы обучал подчинённых правилам разговора с девушкой. Он говорил, что у солдат не должно быть страха ни перед надвигающимся танком, ни перед угрозой смерти. Вскоре Шиличу доверили командование Вуковарской ротой ХОС: он неоднократно призывал всех жителей Вуковара защищать любой ценой свой город. Вуковарская рота ХОС, которая проходила обучение в Словении и Босилево, воевала также в Топуске и Бариловиче, вела бои за Богдановцы. Шилич также вёл переговоры с Миле Дедаковичем по поводу координаций дальнейших действий роты: она воевала в составе 4-го батальона 204-й бригады Вооружённых сил Хорватии, напрямую подчинённой Дедаковичу.
В битве за Вуковар погибли 25 человек роты: среди них был и Шилич, который умер в больнице 13 ноября 1991 от ранений, полученных во время боёв на улице Саймиште. Он похоронен в Сплите, на кладбище Сплитский-Ловринац.